# Henderson Jacoway

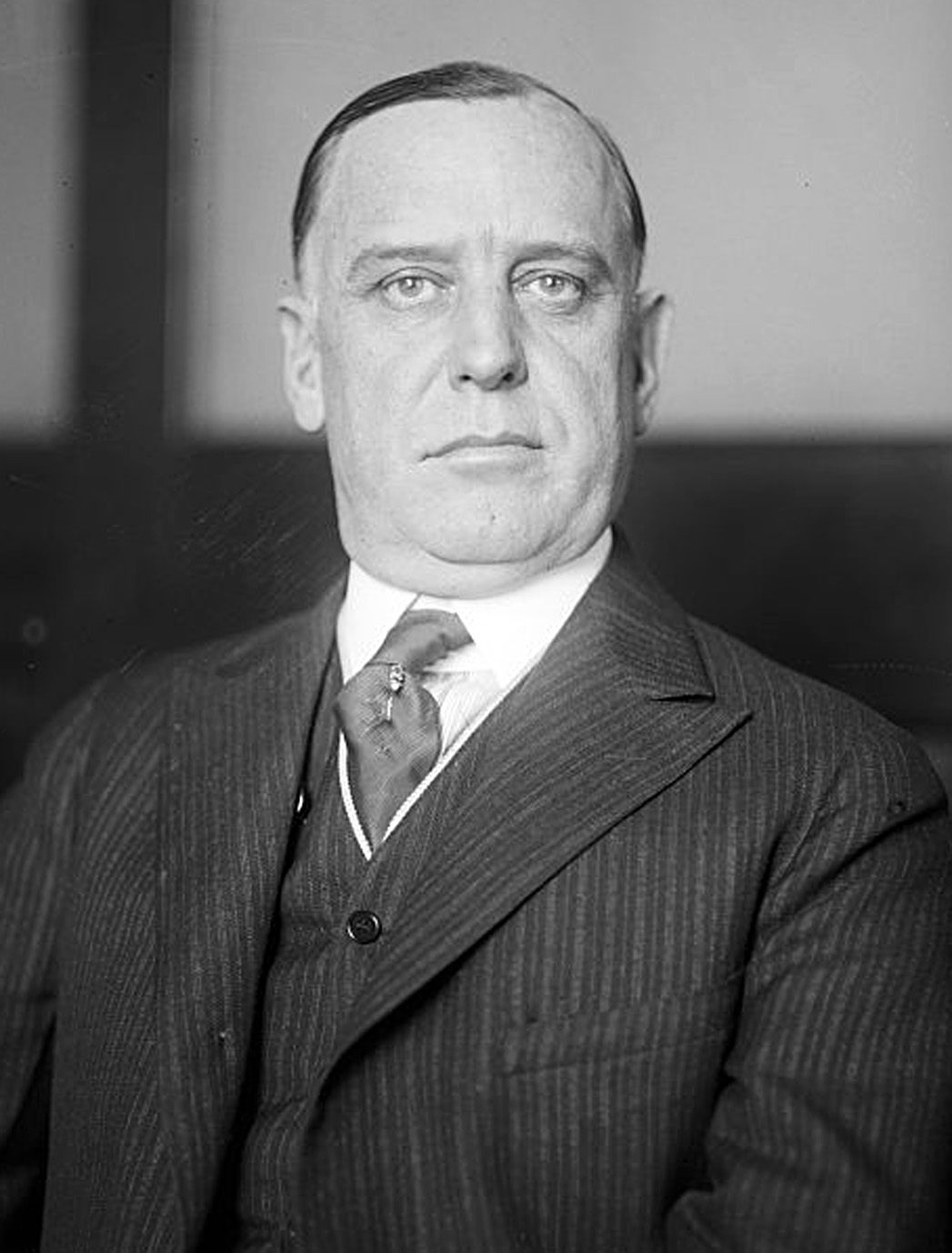
Henderson M. Jacoway

Henderson Madison Jacoway (Dardanelle, 7 november 1870 - Little Rock, 4 augustus 1947) was een Amerikaans advocaat en politicus. Van 1911 tot 1923 vertegenwoordigde hij het Vijfde kiesdistrict van de staat Arkansas in het Huis van Afgevaardigden.

## Loopbaan
Henderson Jacoway volgde les aan de Dardanelle High School tot 1887 en daarna, tot 1892, aan het Winchester Normal College in Winchester (Tennessee). Na zijn rechtenstudie aan de Vanderbilt University in Nashville en zijn toelating tot de balie in 1898 begon hij een advocatenpraktijk in zijn thuisstad Dardanelle. Destijds was hij ook secretaris van de Dawes-Commissie, die bevoegd was voor de opdeling van het toenmalige indianengebied.
Tussen 1904 en 1908 was Jacoway openbaar aanklager in het vijfde gerechtelijk district van Arkansas. Hij werd lid van de Democratische Partij en behoorde van 1910 tot 1912 tot het partijbestuur in Arkansas. In 1910 werd hij in het vijfde kiesdistrict verkozen om in het Huis van Afgevaardigden in Washington D.C. te zetelen, waar hij op 4 maart 1911 Charles C. Reid opvolgde. Na vijf herverkiezingen, kon hij op 3 maart 1923 zijn zesde legislatuur afmaken.
In 1922 besliste hij zich niet opnieuw kandidaat te stellen. Hij verhuisde naar Little Rock, waar hij van 1923 tot 1929 vicepresident van de People’s Savings Bank was. Daarna wekte hij weer als advocaat. Van 1936 tot 1945 was Jacoway regionaal adviseur bij de Commissie Sociale Verzekering voor de staten Arkansas, Missouri, Oklahoma en Kansas.
Hij overleed in 1947 in Little Rock, waar hij ook werd begraven.